# Litra (tog)
Litra er indenfor jernbaneverdenen betegnelser for forskellige typer materiel. På dansk materiel benyttes udelukkende bogstaver enten enkeltvis eller i kombinationer, hvor de enkelte bogstaver har forskellige betydninger. I flere andre lande betegnes materiellet med tal eller en kombination af bogstaver og tal.
Litra er ikke forkortelser, og de enkelte bogstavers betydning er udelukkende af praktisk skelnende karakter. 

## DSB

### Damplokomotiver
Da Det Sjællandske Jernbaneselskab (SJS) i 1847 indviede den første jernbane i Kongeriget Danmark mellem København og Roskilde, benævnedes lokomotiverne kun med navne, f.eks. "ODIN", "KJØBENHAVN", "KORSØR", "SJÆLLAND", "DANMARK" etc. Disse navne blev stort set senere kun taget fra den nordiske mytologi. Denne tradition fortsatte, efter at SJS i 1880 blev overtaget af staten som De Danske Statsbaner-Sjællandske Distrikt (DSB-S) og frem til 1885. For at holde styr på lokomotivtyperne blev ens lokomotiver ofte benævnt efter typisk det først leverede, f.eks. "Odin-klassen". 
Ved åbningen af København – Roskildebanen helt til Korsør i 1856, introduceredes også nummersystemet, da der kom flere lokomotivtyper til. Beslutningen om at indføre et nummersystem var dog tilsyneladende allerede taget i 1853, da der bestiltes lokomotiver til den ny banestrækning. 
Ved nummersystemets indførelse placeres driftsnummer også på siden af kedlen over navnet. Da de forskellige lokomotiver fik monteret førerhuse (oprindelig benævnt "Veirhuse"= vejrhuse ved SJS og DSB-S), blev både nummer og navneplade monteret på siden af førerhusene. Muligvis startede på samme tidspunkt også påsætningen af driftsnummeret på den todelte røgkammerdør. Efterhånden som der anskaffedes flere og flere forskellige lokomotiver med vidt forskellige ydelser, blev det dog nødvendigt at indføre et andet system, der lettere gjorde det muligt at adskille de forskellige typer. Derfor indførte SJS i 1871 som første selskab i Danmark en klassificering med bogstaver af de enkelte lokomotivtyper. Klassificeringssystemet blev i 1879 også indført ved De Danske Statsbaner, Jylland-Fyn (DSB-JF). Her blev klassificeringen dog benævnt som litra. Fra ca. 1890 ændrede DSB-S også betegnelsen "klasse" til "litra". Systemet med bogstaver – litrering – for de enkelte typer af lokomotiver blev senere overtaget og videreført ved DSB i 1892. 
Ved den fuldstændige sammenlægning af de to statsbaner i 1892 fik de litra ved DSB-S, der havde bogstavbetegnelsen fælles med de ved DSB-JF indførte litrabetegnelser, tilføjet et "s" til hovedlitra. F.eks. blev DSB-S klasse F til DSB litra Fs. Samtidig hermed ændredes nummersystemet, og de sjællandske lokomotiver blev indført i den af DSB-JF startede nummerrækkefølge. Alle maskiner blev omnummererede hovedsageligt i serien 2xx, for H-maskinerne dog i 3xx. De fleste af lokomotiverne fik simpelthen cifferet 2 eller 3 foran det hidtidige nummer. Men, da flere af de sjællandske typer ikke havde sammenhængende nummerering, benyttede man lejligheden til at bringe dem sammen, hvilkede bevirkede, at flere af disse lokomotiver fik helt nye numre.
Senere blev det dog nødvendigt også at tilføje et "J" på nogle tidligere DSB-JF lokomotiver, da DSB ønskede at genanvende deres litrabetegnelse ved nyanskaffede lokomotivtyper, f.eks. Litra KJ og DJ.
Ved indlemmelsen af Sydfyenske Jernbaner (SFJ) i 1949 overtog DSB et antal lokomotiver af forskellig type. De fik DSB-litra efter hvilke lokomotiver, de mindede om, men med et F tilføjet, f.eks. AF, BF, DF osv.

### Motormateriel
De første motorvogne hos DSB fik litra M, men det blev hurtigt nødvendigt med yderligere skelnen, så man tilføjede et ekstra bogstav til hver af de enkelte typer, f.eks. MA, MC, ME osv. Dette system benyttedes også og gør det stadig til motorlokomotiver.
Personvogne primært beregnet til at køre sammen med motorvogne, herunder i togsæt, har F som hovedlitra, idet der dog tidligere brugtes A til 1. klasses personvogne. En kombination der gav firevogns-lyntoget litra MB den rodede oprangering MB-AB-FJ-MB, og som skulle forstås som motorvogn - mellemvogn med 1. klasse - mellemvogn med 2. klasse - motorvogn. At den ene motorvogn havde et rejsegodsrum og den anden en bar fremgik derimod ikke af sammenhængen.
De tre første generationer S-tog fulgte principperne ovenfor, f.eks. bestod en stor del af 2. generations S-togene af motorvogne litra MM koblet med styrevogne litra FS. Med 4. generations S-togene fra 1996 gik man imidlertid over til hovedlitra S uanset de enkelte vogntypers indretning. F.eks. lyder firevognstogsættet litra SE's fulde oprangering SE-SF-SG-SH.
I fjerntrafikken introduceredes med litra EA hovedlitra E i 1984 til ellokomotiver og motorvogne i eltogsæt. Ved samme lejlighed genoplivedes i øvrigt også traditionen med navngivning af DSB-materiel. Samtlige EA-lokomotiver og IC3-togsæt har således et navn, ligesom et enkelt IR4 havde en overgang.

### Vogne
Hos DSB og i UIC's internationale systemer skelnes traditionelt mellem hovedlitra og underlitra.
- Hovedlitra er bogstaver, der karakteriserer en bestemt hovedtype materiel, f.eks. A for personvogne med 1. klasse eller I for kølevogne.
- Underlitra er bogstaver, der angiver bestemte egenskaber, f.eks. s for styrevogne eller m for personvogne længere end 24,5 m.

Dertil kommer en type, der også kaldes underlitra, men som har til formål at skelne forskellige typer indenfor den samme hovedtypegruppe fra hinanden. For eksempel havde DSB flere forskellige typer postvogne, der alle havde hovedlitra P, men hvor mange havde tilføjet forskellige underlitra, så man kunne kende den ene fra den anden, f.eks. litra Pa til forskel fra de større litra Pk. Disse tilfælde er ikke angivet i de nedenstående lister.

### Lidt om bogstaver
Som nævnt i indledningen er litra ikke, som nogle tror, forkortelser. F.eks. betyder ME ikke motorelektrisk, selvom der vitterligt er tale om et dieselelektrisk motorlokomotiv. Derimod er der dels tale om bogstaver med praktisk betydning (her M for motorlokomotiv eller -vogn) og dels bogstaver til skelnen mellem typer (her E der lige så godt kunne have været f.eks. F eller G). I nogle tilfælde har man dog mere eller mindre bevidst valgt bogstaver med sigende betydning, f.eks. E for ellokomotiv og k for kiosk. Men ofte er valget blot beroet på tilfældigheder og ledige bogstaver, således f.eks. L for fladvogn til container og c for liggevogn.
Der har været forsøg på at samle materiel med nogenlunde ens egenskaber i underlitra-bogstavgrupper (f.eks. diesellokomotiverne MX, MY og MZ), men i det lange løb er det strandet på mangel på bogstaver lokalt, hvorfor man har måttet vælge bogstaver andetsteds i alfabetet (her i form af ME). Til gengæld har man haft mere held med, at vogntyper, der er i familie, og vogne i togsæt så vidt muligt har samme underlitra (f.eks. nærtrafikvognene An, Bn og Bns).
Hovedlitra (se nedenfor) angives altid med store bogstaver (majuskler). Underlitra angaves tidligere med kapitæler, men nu bruges udelukkende små bogstaver (minuskler på vogne og udelukkende store bogstaver på lokomotiver og togsæt. Her på Wikipedia bruges af praktiske årsager konsekvent store bogstaver, hvor der i virkelighedens verden brugtes kapitæler.

### Romertal
I enkelte tilfælde har man internt skelnet mellem undertyper af et givet litra med romertal, f.eks. D I, MZ II osv. Disse er ikke påført materiellet.

## DSB 1893 – 1941

### Personvogne
(Note: 1. og 2. klasse sammenlagdes i 1934 til 1. klasse, mens 3. klasse skiftede navn til fællesklasse. Dette navn ændredes i 1956 til 2. klasse.)
- A = Personvogn med 1. og 2. klasse (enkelte kun 1. klasse eller både 1., 2. og 3. klasse)
- B = Personvogn med 2. klasse (BB – BC) eller 2. og 3. klasse (BD – BR)
- C = Personvogn med 3. klasse
- D = Postvogn
- E = Rejsegodsvogn
- S = Salonvogn

### Godsvogne
- G = Lukket hestetransportvogn
- H = Lukket godsvogn
- I = Kølevogn
- K = Åben højsidet godsvogn
- P = Åben højsidet godsvogn
- Q = Lukket godsvogn
- T = Åben lavsidet godsvogn

## DSB 1941 – 1965/1966
Tiden sidst i 1930'erne og begyndelsen af 1940'erne var præget af en mængde ombygninger af vognparken. Der indførtes trykluftbremse, stadig flere vogne fik selvstændigt system til belysning, kupevogne ombyggedes til midtgangsvogne osv. Dertil kom skiftet fra 1., 2. og 3. klasse til 1. klasse og fællesklasse i 1934 samt en nummerrække, der for længst var sprængt. En frisk begyndelse var derfor tiltrængt.
En historie vil vide, at det var generaldirektør Peter Knutzen selv, der udarbejdede det nye system hjemme på spisebordet. I praksis har der nok været en del DSB-medarbejdere involveret, men systemet forekommer dog alligevel på visse punkter noget hjemmestrikket, idet den løste den aktuelle situation, men ikke tog højde for fremtiden.

### Personvogne
Hovedlitra
- A = Personvogn med 1. klasse (A – AP) eller 1. og 2. klasse (AR – AZ)
- B = Personvogn med 1. og 2. klasse (kun BP og kun til 1953)
- B = Personvogn med 2. klasse (fra 1959)
- C = Personvogn med 2. klasse
- D = Postvogn
- E = Rejsegodsvogn
- S = Salonvogn eller forsøgsvogn

Underlitra
- E = Rejsegodsrum
- K = Varmekedel
- L = Mindre udgave af større vogn (kun til 1964)
- L = Styreledninger til motorvogne og styrevogne (fra 1964)
- M = Egenvarme
- P = Overtaget fra privatbane
- R = Danse- og udflugtsvogne eller indbygget restaurant
- S = Styrevogn (dog ikke ved kupevogne)
- T = Suspenderet varmekedel

### Godsvogne
Hovedlitra
- E = Åben højsidet godsvogn
- F = Selvtømmende ballastvogn
- G = Lukket hestetransportvogn (kun til 1953)
- G = Lukket godsvogn med skydedør (fra 1954)
- H = Lukket godsvogn
- I = Kølevogn
- K = Åben højsidet godsvogn
- P = Åben højsidet godsvogn med aftagelig endevæg
- Q = Lukket godsvogn
- S = Åben bogiegodsvogn med forsænket vognlad
- T = Åben lavsidet godsvogn evt. med sidestøtter
- U = Beholdervogn/tankvogn til flydende gods
- Z = Godsvogn ejet af privat firma

Underlitra
- R = Skruebremse

## DSB 1965/1966 – i dag
Dette system, der indførtes for godsvogne i 1965 og personvogne i 1966, er baseret på UIC's internationale system for litra men med nogle danske tilføjelser. I modsætning til tidligere systemer kan flere hovedlitra kombineres (f.eks. AB for personvogne med både 1. og 2. klasse).
En del ældre materiel beholdt deres litra fra 1941-systemet til udrangeringen.

### Personvogne
Hovedlitra
- A = Personvogn med 1. klasse (nu DSB 1.).
- B = Personvogn med 2. klasse (nu Standard)
- D = Rejsegodsvogn
- P = Postvogn
- S = Salonvogn
- WL = Sovevogn
- WR = Spisevogn (hos DSB i praksis kun kiosk)

Underlitra
- a = Tidligere 1. klasses personvogn
- c = Liggevogn
- e = Styrevogn med ZWS (fjernstyring af ellokomotiver)
- h = Harmonikaovergang
- i = Ikke ryger
- k = Kiosk eller automat
- m = Længere end 24,5 m
- o = Bn med Mo styreledninger A+B på Frederikssundsbanen 1974-78
- o = (Bn tidligere) renoveringsprogram 3
- o = (Bn senere) Nødbremseoverstropning
- s = Styrevogn
- t = Talested for togfører
- v = (Bn) renoveringsprogram 2
- x = Særligt udstyr

### Godsvogne
- E = Åben højsidet godsvogn
- F = Selvtømmende godsvogn
- G = Lukket godsvogn med skydedør
- H = Lukket godsvogn med skydevæg
- I = Kølevogn
- K = Åben lavsidet godsvogn med nedklappelige sider og sidestøtter
- L = Fladvogn til container
- R = Fladvogn med bogier, sidestøtter og nedklappelige endevægge
- S = Fladvogn med bogier, uden sidestøtter og uden endevægge
- T = Lukket godsvogne med tag der kan åbnes
- U = Beholdervogn/tankvogn til flydende gods